# باول ارين (موسيقي)
باول ارين (بالإنجليزية: Paul Warren)‏ هو موسيقي أمريكي، ولد في 22 ديسمبر 1953 في غاردن سيتي في الولايات المتحدة.

## وصلات خارجية
- باول ارين على موقع ميوزك برينز (الإنجليزية)
- باول ارين على موقع ديسكوغز (الإنجليزية)